# Chuspa

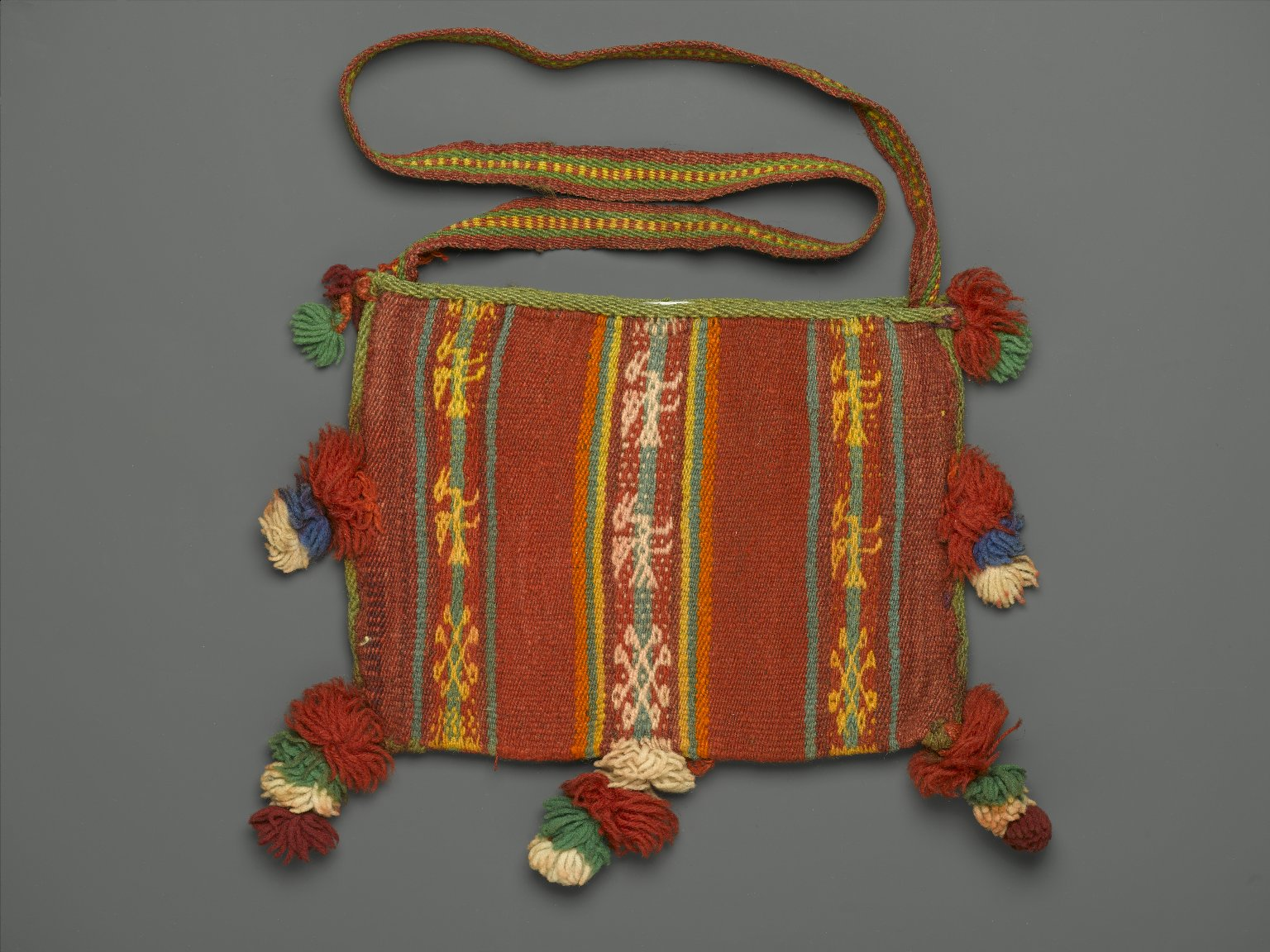
Chuspa, bolsa para llevar hojas de coca, siglo XX, Museo de Brooklyn

Una chuspa (quechua para bolsa) es un bolso que se usa para transportar hojas de coca y cacao, utilizada principalmente en la región andina de América del Sur.  Estas chuspas son una pieza vital de la cultura andina y son especialmente importantes porque su contenido se utiliza para combatir el frío en las zonas montañosas de los Andes. Estas bolsas también son una forma de exhibir los diseños utilizados, que en sí mismo es un medio artístico primario. Los textiles de las tierras altas se tejen tradicionalmente con el pelo de los camélidos nativos, generalmente alpacas y llamas domesticadas, y más raramente, vicuña salvaje y guanaco. Estas bolsas son símbolos importantes de la identidad social. Como parte de esta tradición, las chuspas muestran al resto de su gente cuán hábiles son para tejer. Pueden expresar sus habilidades artísticas y mostrar su afiliación cultural creando estas chuspas. 

## Historia
Desde el comienzo del primer milenio de nuestra era, las chuspas han sido una presencia constante en la sociedad andina. Las chuspas han sufrido cambios de moda y tecnología a lo largo de los años, al igual que otras piezas textiles. Además, como con otros textiles en la América andina, las diferencias estilísticas entre las chuspas se distinguen como productos de regiones y comunidades particulares. Sin embargo, las chuspas son únicas entre los textiles andinos debido a la sustancia que contienen, las hojas de coca.
Mucho antes de que los españoles llegaran al Perú, los artistas andinos retrataban a las personas con chuspas, especialmente en vasijas de cerámica. Entre el año 1 y el 700, los moche dominaron la costa norte de Perú, y durante ese tiempo los artistas alfareros mochicas produjeron representaciones realistas de personas, plantas y animales en vasijas de cerámica moldeadas. En muchas de estas representaciones se distinguen personas con chuspas.
Las representaciones de chuspas en los medios han existido desde la época prehispánica. Las chuspas son particularmente notables en los dibujos lineales del siglo XVII que acompañan la Nueva Corónica, una larga descripción de las costumbres incas realizada por Felipe Guaman Poma de Ayala. Este autor autóctono incluye chuspas en una amplia variedad de contextos, ya que dos individuos comparten coca durante la horticultura, en entornos rituales, en funerales, festivales y desfiles.
Las descripciones escritas de chuspas o huallqepos , como se les denomina en aymara, otro idioma andino ampliamente hablado, también son notablemente consistentes desde la conquista española hasta el presente. En 1609, Bernabé Cobo escribió que debajo de su manto y sobre su túnica un hombre llevaba  

"una pequeña chuspa que cuelga del cuello. Es más o menos un tramo de longitud y aproximadamente el mismo ancho. Esta bolsa cuelga de la cintura debajo del brazo derecho, y la correa de la que cuelga pasa sobre el hombro izquierdo".

Ha habido muchas representaciones visuales y escritas de chuspas a lo largo de los siglos que demuestran su ubicuidad y sugieren que las bolsas de coca son artículos relativamente sencillos y conservadores, pero de hecho las variaciones son evidentes en los objetos reales que han sobrevivido. Las chuspas supervivientes revelan mucho sobre los estilos tecnológicos y artísticos evidentes en los Andes en diferentes períodos.

## Elaborando chuspas
Las chuspas se crean utilizando herramientas y técnicas similares involucradas en la fabricación de artículos más grandes, como chales y ponchos. Aunque las tecnologías son relativamente simples, crear una chuspa puede llevar más de una semana y para un objeto mucho más pequeño. 
El proceso de elaboración incorpora tres etapas básicas: hilado, tejido y embellecimiento. Usando un huso manual, un tejedor hila algodón, fibra de camélido o lana de oveja y luego retuerce o apila dos o más hilos para fortalecerlo. Cuando ha girado y apilado suficiente hilo, el tejedor se vuelve hacia su telar. Los telares de cintura son particularmente comunes en los Andes, donde se hacen la mayoría de las chuspa. Una vez que el tejedor ha envuelto el telar envolviendo continuamente una longitud de hilo en forma de ocho alrededor de las barras en cada extremo del telar, puede comenzar a entrelazar los hilos de trama en la urdimbre para crear una estructura. Aunque el tejido plano es el más simple y más común, los tejedores utilizan una gama de técnicas de tejido más complejas para lograr los diseños elaborados que se ven en las chuspas y otras telas andinas.
Independientemente de la técnica utilizada, después de que el tejedor haya terminado, retira las piezas del telar y se deja con una tela de cuatro orillos, que se dobla por la mitad y se cose a lo largo de los lados para crear la forma básica de bolsa de una chuspa. Aunque se ven costuras simples en algunas bolsas de coca, los tejedores a menudo crean un borde tubular para garantizar que los lados se mantengan unidos de manera más segura. Esto se logra mediante la extracción de una puntada de bucle de punto cruzado o uniones de borde tejidas a mano. Cuando se completa el cuerpo de la bolsa, el tejedor agrega correas. Para terminar, el tejedor cose borlas, flecos, espigas y otras decoraciones de acuerdo con la costumbre local.